# Bojanja vas
Bojanja vas je naselje v Občini Metlika.